# 林场遗址
林场遗址，位于中国青海省海东循化文都乡林场北，为青海省市县级文物保护单位，公布日期为1987年5月12日，类型为古遗址。
林场遗址的历史年代为卡约文化、齐家文化。